# Danh sách thành phố Mayotte
Sau đây là  danh sách thành phố Mayotte:
- Acoua
- Bandraboua
- Bandrele
- Bouéni
- Chiconi
- Chirongui
- Dembéni
- Dzaoudzi
- Kani-Kéli
- Koungou
- Longoni
- Mamoudzou
- Mtsamboro
- M'Tsangamouji
- Ouangani
- Pamandzi
- Sada
- Tsingoni